# Ivan de Almeida
Ivan de Almeida (Rio de Janeiro, 10 de Julho de 1938), é um ator brasileiro.

## Carreira

### Televisão
| Ano  | Título                                     | Personagem            |
| ---- | ------------------------------------------ | --------------------- |
| 2021 | Cidade Invisível                           | Benzedor              |
| 2021 | Carcereiros                                | Osvaldo               |
| 2019 | Pico da Neblina                            | Bigode                |
| 2018 | O Mecanismo                                | Seu João              |
| 2018 | Treze Dias Longe do Sol                    | Ernesto               |
| 2016 | Escrava Mãe                                | Velho Tião            |
| 2011 | Amor e Revolução                           | Coronel Santos        |
| 2010 | As Cariocas                                | Mirosmar (Miro)       |
| 2007 | Duas Caras                                 | Misael Caó dos Santos |
| 2007 | Amazônia, de Galvez a Chico Mendes         | Leorne                |
| 2006 | Cidadão Brasileiro                         | Tião                  |
| 2005 | Carandiru, Outras Histórias                | Nego Preto            |
| 2004 | A Escrava Isaura                           | Tio João              |
| 2003 | Celebridade                                | Raimundo              |
| 2002 | Sandy & Junior                             | Café                  |
| 2002 | Desejos de Mulher                          | Valentim              |
| 1999 | Terra Nostra                               | Expedito              |
| 1998 | Fascinação                                 | Dionísio              |
| 1997 | O Amor Está no Ar                          | Teobaldo              |
| 1995 | Tocaia Grande                              | Tobias                |
| 1993 | Agosto                                     | Motorista de Elídio   |
| 1992 | Pedra sobre Pedra                          | Cazuza                |
| 1990 | A História de Ana Raio e Zé Trovão         | Mosca                 |
| 1990 | Pantanal                                   | Orlando               |
| 1989 | Kananga do Japão                           | Vicente Celestino     |
| 1988 | Vale Tudo                                  | Sebastião             |
| 1988 | Abolição                                   | Coronel Bianor        |
| 1987 | Carmem                                     | Marcos                |
| 1986 | Tudo ou Nada                               | Batuta                |
| 1986 | Dona Beija                                 | Sebastião             |
| 1985 | Grande Sertão: Veredas                     | Coiteiro              |
| 1985 | O Tempo e o Vento                          | Inocêncio             |
| 1985 | Caso Verdade, Contrato de Risco            | Agente José Frejat    |
| 1983 | Parabéns pra Você                          | Osiris                |
| 1983 | Caso Verdade, SOS Araxá: Avião em Voo Cego | Valentim              |
| 1981 | Ciranda de Pedra                           | Juvenal               |
| 1980 | As Três Marias                             | Periquito             |
| 1979 | Os Gigantes                                | Eugênio               |
| 1979 | Memórias de Amor                           | Gumercindo            |
| 1974 | Fogo sobre Terra                           | Moura                 |
| 1973 | Os Ossos do Barão                          | Padre Hipólito        |
| 1973 | O Bem-Amado                                | Pescador              |
| 1972 | Selva de Pedra                             | Zé Bolacha            |
| 1970 | Irmãos Coragem                             | Antônio               |

### Cinema
| Ano  | Título                               | Personagem           |
| ---- | ------------------------------------ | -------------------- |
| 2019 | Carceireiros - O Filme               | Oswaldo              |
| 2016 | Reencontro                           |                      |
| 2015 | A Hora e a Vez de Augusto Matraga    | Serapião             |
| 2008 | Meu Nome Não é Johnny                | Carcereiro           |
| 2007 | Chega de Saudade                     | Namorado de Aurelina |
| 2003 | Carandiru                            | Nego Preto           |
| 2003 | My Father, Rua Alguem 5555           | Policial             |
| 1996 | Sombras de Julho                     | Capanga de Joel      |
| 1983 | Estranhas Relações                   | Homem I              |
| 1983 | O Bom Burguês                        | Joel                 |
| 1982 | Os Trapalhões na Serra Pelada        | Homem no forró       |
| 1980 | Prova de Fogo                        | João                 |
| 1980 | A Noiva da Cidade                    | Toninho              |
| 1979 | República dos Assassinos             | Lacerda              |
| 1979 | A Deusa Negra                        |                      |
| 1979 | A Virgem Camuflada                   | Raul                 |
| 1978 | O Escolhido de Iemanjá               | Pedro                |
| 1977 | Pra Ficar Nua, Cachê Dobrado         | Vieira               |
| 1977 | Ódio                                 | Carvão               |
| 1977 | As Granfinas e o Camelô              | Milton               |
| 1976 | Lúcio Flávio, o Passageiro da Agonia | Liece de Paula       |
| 1976 | Luz, Cama, Ação!                     |                      |
| 1975 | Uma Mulata Para Todos                |                      |
| 1974 | O Segredo da Rosa                    | Miguel               |
| 1973 | A Hora e a Vez do Samba              | Flávio               |

### Teatro
| Ano  | Título                        | Papel   | Notas |
| ---- | ----------------------------- | ------- | ----- |
| 1967 | Dois Perdidos Numa Noite Suja | Zelão   |       |
| 1978 | Ópera do Malandro             | Big Ben |       |
| 2011 | "Trair e Coçar é só Começar"  | Padre   |       |